# Ascenso LPF Clausura 2017
La Liga Nacional de Ascenso Clausura 2017, es el final de la temporada 2016-17 de la segunda división de Panamá. Buscando mayor competencia y que los equipos tengan más posibilidades de obtener puntos se cambió del formato de grupos al de todos contra todos.
Este torneo arrancó el viernes 27 de enero de 2017 y el ganador esta por definirse.
Por primera vez en el torneo y en la Liga debutaron 5 nuevos equipos: el recién ascendido Panamá Viejo FC, el recién descendido de la Primera División (LPF) Atlético Chiriqui, el Azuero FC, C.D. Sport West FC creados en 2016 y Leones de América adquirió a SUNTRACS FC.

## Equipos

### Equipos en la temporada 2016-17
| Nombre                            | Ciudad              | Fundación          |
| --------------------------------- | ------------------- | ------------------ |
| Leones de América                 | Panamá Este         | 2005               |
| Colón C-3                         | Colón               | 9 de marzo de 2010 |
| New York FC                       | Colón               | 2010               |
| Atlético Chiriqui                 | David               | 2002               |
| Río Abajo FC                      | Panamá              | 1987               |
| Panamá Viejo FC                   | Panamá              | 1978               |
| Azuero FC                         | Península de Azuero | 2016               |
| SD Panamá Oeste                   | Arraiján            | 2011               |
| CD Centenario                     | Penonomé            | 2011               |
| Sport West FC                     | Panamá Oeste        | 2016               |
| Costa del Este FC                 | Panamá              | 2008               |
| Deportivo Municipal San Miguelito | San Miguelito       | 2015               |
| Tierra Firme FC                   | San Miguelito       | 1985               |
| CA Independiente                  | La Chorrera         | 1982               |

- En cursiva, equipo ascendido de Copa Rommel Fernández.

## Calendario
| Fecha 13               | Fecha 13  | Fecha 13          | Fecha 13    | Fecha 13                        | Fecha 13 |
| Local                  | Resultado | Visitante         | Fecha       | Estadio                         | Hora     |
| ---------------------- | --------- | ----------------- | ----------- | ------------------------------- | -------- |
| deportivo Municipal SM | 2 - 1     | CAI               | 13 de abril | Estadio Universidad             | 18:00    |
| Costa del Este         | 8 - 2     | Panamá Viejo FC   | 13 de abril | Estadio Maracana (Panamá)       | 18:00    |
| SD Panamá Oeste        | 1 - 2     | CD Sport West     | 13 de abril | Estadio Luis E. Cascarita Tapia | 18:00    |
| Colón C-3              | 2 - 0     | CD Centenario     | 13 de abril | Estadio Armando Dely Valdés     | 18:00    |
| Río Abajo FC           | 0 - 1     | Leones de América | 13 de abril | Estadio Agustín Muquita Sánchez | 18:00    |
| Tierra Firme FC        | 4 - 5     | Nueva York FC     | 13 de abril | Estadio Maracana (Panamá)       | 21:00    |
| Azuero FC              | 2 - 1     | Atlético Chiriquí | 13 de abril | Estadio Los Milagros            | 18:00    |

## Tabla General
| Pos. | Equipos                 | PJ | G | E | P  | GF | GC | Dif. | Pts. |
| ---- | ----------------------- | -- | - | - | -- | -- | -- | ---- | ---- |
| 1.   | Leones de América       | 13 | 8 | 3 | 2  | 21 | 15 | +6   | 27   |
| 2.   | CA Independiente        | 13 | 7 | 2 | 4  | 28 | 17 | +11  | 23   |
| 3.   | Costa del Este FC       | 13 | 5 | 3 | 3  | 25 | 14 | +11  | 22   |
| 4.   | CD Centenario           | 13 | 7 | 1 | 5  | 12 | 10 | +2   | 22   |
| 5.   | Panamá Viejo FC         | 13 | 6 | 4 | 3  | 20 | 26 | -6   | 22   |
| 6.   | Atlético Chiriquí       | 13 | 6 | 3 | 4  | 27 | 15 | +12  | 21   |
| 7.   | Rio Abajo FC            | 13 | 6 | 3 | 4  | 25 | 14 | +11  | 21   |
| 8.   | Municipal San Miguelito | 13 | 4 | 7 | 2  | 19 | 15 | +4   | 19   |
| 9.   | Sport West FC           | 13 | 5 | 4 | 4  | 16 | 16 | 0    | 19   |
| 10.  | SD Panamá Oeste         | 13 | 4 | 2 | 7  | 11 | 14 | -3   | 14   |
| 11.  | Azuero FC               | 13 | 4 | 3 | 6  | 15 | 23 | -8   | 15   |
| 12.  | Colón C-3               | 13 | 3 | 4 | 6  | 13 | 20 | -7   | 13   |
| 13.  | New York FC             | 13 | 4 | 1 | 8  | 16 | 27 | -11  | 13   |
| 14.  | Tierra Firme FC         | 13 | 0 | 3 | 10 | 13 | 31 | -18  | 3    |

## Fase Final - Eliminatorias
|  | Cuartos de final                                                                   | Cuartos de final                                                                   | Cuartos de final                                                                   |   |                           | Semifinales                                      | Semifinales                                      | Semifinales                                      |  |  | Final                      | Final                      | Final                      |
|  | 20 de abril y 22 de abril de 2017 (ida) 28 de abril y 30 de abril de 2017 (vuelta) | 20 de abril y 22 de abril de 2017 (ida) 28 de abril y 30 de abril de 2017 (vuelta) | 20 de abril y 22 de abril de 2017 (ida) 28 de abril y 30 de abril de 2017 (vuelta) |   |                           | 7 de mayo (ida) 12 de mayo y 13 de mayo (vuelta) | 7 de mayo (ida) 12 de mayo y 13 de mayo (vuelta) | 7 de mayo (ida) 12 de mayo y 13 de mayo (vuelta) |  |  | 19 de mayo de 2017 (Final) | 19 de mayo de 2017 (Final) | 19 de mayo de 2017 (Final) |
|  |                                                                                    |                                                                                    |                                                                                    |   |                           |                                                  |                                                  |                                                  |  |  |                            |                            |                            |
|  | Leones de América                                                                  | 0                                                                                  | 0                                                                                  |   |                           |                                                  |                                                  |                                                  |  |  |                            |                            |                            |
|  | Deportivo Municipal S. M.                                                          | 0                                                                                  | 1                                                                                  |   |                           |                                                  |                                                  |                                                  |  |  |                            |                            |                            |
|  | Deportivo Municipal S. M.                                                          | 0                                                                                  | 1                                                                                  |   | Deportivo Municipal S. M. | 1                                                | 3                                                |                                                  |  |  |                            |                            |                            |
|  |                                                                                    |                                                                                    |                                                                                    |   | Deportivo Municipal S. M. | 1                                                | 3                                                |                                                  |  |  |                            |                            |                            |
|  |                                                                                    | Panamá Viejo FC                                                                    | 1                                                                                  | 1 |                           |                                                  |                                                  |                                                  |  |  |                            |                            |                            |
|  | CD Centenario                                                                      | Panamá Viejo FC                                                                    | 1                                                                                  | 1 | 4                         | 1                                                |                                                  |                                                  |  |  |                            |                            |                            |
|  | CD Centenario                                                                      |                                                                                    |                                                                                    |   | 4                         | 1                                                |                                                  |                                                  |  |  |                            |                            |                            |
|  | Panamá Viejo FC                                                                    | 3                                                                                  | 4                                                                                  |   |                           |                                                  |                                                  |                                                  |  |  |                            |                            |                            |
|  |                                                                                    |                                                                                    |                                                                                    |   |                           |                                                  |                                                  |                                                  |  |  | Deportivo Municipal S. M.  | 1                          |                            |
|  |                                                                                    |                                                                                    | CA Independiente                                                                   | 2 |                           |                                                  |                                                  |                                                  |  |  |                            |                            |                            |
|  | CA Independiente                                                                   | 2                                                                                  | 2                                                                                  |   |                           |                                                  |                                                  |                                                  |  |  |                            |                            |                            |
|  | Río Abajo FC                                                                       | 1                                                                                  | 1                                                                                  |   |                           |                                                  |                                                  |                                                  |  |  |                            |                            |                            |
|  | Río Abajo FC                                                                       | 1                                                                                  | 1                                                                                  |   | CA Independiente          | 3                                                | 0                                                |                                                  |  |  |                            |                            |                            |
|  |                                                                                    |                                                                                    |                                                                                    |   | CA Independiente          | 3                                                | 0                                                |                                                  |  |  |                            |                            |                            |
|  |                                                                                    | Costa del Este FC                                                                  | 2                                                                                  | 0 |                           |                                                  |                                                  |                                                  |  |  |                            |                            |                            |
|  | Costa del Este FC                                                                  | Costa del Este FC                                                                  | 2                                                                                  | 0 | 3                         | 2                                                |                                                  |                                                  |  |  |                            |                            |                            |
|  | Costa del Este FC                                                                  |                                                                                    |                                                                                    |   | 3                         | 2                                                |                                                  |                                                  |  |  |                            |                            |                            |
|  | Atlético Chiriquí                                                                  | 1                                                                                  | 2                                                                                  |   |                           |                                                  |                                                  |                                                  |  |  |                            |                            |                            |

### Leones de América  -  Deportivo Municipal San Miguelito
| 22 de abril de 2017 Partido Ida | Deportivo Municipal S.M. | 0:0 | Leones de América | Estadio Suman Carrillo, Panamá, Panamá |  |

| 30 de abril de 2017 | Leones de América | 0:1 | Deportivo Municipal S.M. | Estadio Cascarita Tapia, Panamá, Panamá |  |

### Club Atlético Independiente  -  Río Abajo FC
| 20 de abril de 2017 | Río Abajo FC | 1:2 | CA Independiente | Estadio Suman Carrillo, Panamá, Panamá |  |

| 28 de abril de 2017 | CA Independiente | 2:1 | Río Abajo FC | Estadio Muquita Sánchez, La Chorrera |  |

### Costa del Este FC - Atlético Chiriquí
| 22 de abril de 2017 | Atlético Chiriquí | 1 : 3 | Costa del Este FC | Estadio de Bugaba, Bugaba, Chiriquí |  |

| 30 de abril de 2017 | Costa del Este | 2:2 | Atlético Chiriquí | Estadio Maracaná, Chorrillo, Panamá |  |

### Panamá Viejo FC  -  CD Centenario
| 22 de abril de 2017 | CD Centenario | 4 : 3 | Panamá Viejo FC | Estadio Virgilio Tejeira, Penonomé, Coclé |  |

| 30 de abril de 2017 | Panamá Viejo FC | 4:1 | CD Centenario | Estadio Cascarita Tapia, Panamá, Panamá |  |

### Deportivo Municipal San Miguelito  -  Panamá Viejo FC
| 7 de mayo de 2017 | Deportivo Municipal S.M. | 1:1 | Panamá Viejo FC | Estadio Maracaná, El Chorrillo, Panamá |  |

| 13 de mayo de 2017 | Panamá Viejo FC | 1:3 | Deportivo Municipal S.M. | Estadio Cascarita Tapia, Panamá, Panamá |  |

### Club Atlético Independiente  -  Costa del Este FC
| 7 de mayo de 2017 | Costa del Este FC | 2:3 | CA Independiente | Estadio Maracaná, Chorrillo, Panamá |  |

| 2017 | CA Independiente | 0:0 | Costa del Este FC | Estadio Muquita Sánchez, La Chorrera |  |

### Club Atlético Independiente  -  Deportivo Municipal S.M.
| 2017 | Atlético Independiente | 2:1 | Deportivo Municipal SM | Estadio Maracaná, El Chorrillo, Panamá |  |

### Súper Final de la Liga Nacional de Ascenso
El ganador asciende a la Liga Cable Onda LPF.
| Campeón Apertura 2016 | Resultad | Campeón Clausura 2017       | Fecha              |
| --------------------- | -------- | --------------------------- | ------------------ |
| Costa del Este FC     | 2-3      | Club Atlético Independiente | 26 de mayo de 2017 |